# Fántermő szegfűgombácska
A fántermő szegfűgombácska (Marasmiellus ramealis) a kalaposgombák rendjén belül a szegfűgombafélék családjába tartozó Marasmiellus nemzetség egyik gombája. A fajt korábban külső jegyei miatt a szegfűgombák (Marasmius) nemzetségébe sorolták, azonban nem jellemző rá az a szegfűgomba-fajoknál tapasztalható jelenség, hogy a kiszáradt, összezsugorodott termőteste nedvesség hatására újraéled és spórákat termel.

## Jellemzői
Kalapja mindössze 4‑10, legfeljebb 12 mm átmérőjű, eleinte domború, majd közepe később kiterül, köldökösen bemélyed, idős példányokon egészen lapossá válik. Színe fehéres, krémszínű, középen barnás vagy hússzínű, felszíne finomszemcsés lehet. A kalap pereme gyakran ráncos, áttetszően bordázott és bőrszerűen szívós. Lemezei ritkán állnak, fehéresek vagy krémszínűek, anasztomizálnak (a lemezsíkra merőleges összeköttetések láthatók rajtuk), szélesen illeszkednek a tönkhöz. Tönkje az általában hosszú tönkű Marasmius-fajokkal szemben a kalappal nagyjából megegyező méretű, csupán 1‑1,5 (esetleg 2) cm hosszú és csaknem mindig vékonyabb 1 mm-nél. Sokszor kissé excentrikusan kapcsolódik a kalaphoz; függőlegesen elhelyezkedő ágakon vagy a gallyak alsó oldalán kifejlődve görbe, nem ritkán 180°-ban visszahajló tönköt növeszt. A tönk is fehéres színű, tövénél viszont húsvörös vagy okkersárgás is lehet; felszíne többnyire pelyhes-korpás. Nem mérgező gomba, a húsa azonban nagyon vékony, íze és szaga jellegtelen.
A gombagyűjtők számára értéktelen apró mérete miatt. Spórapora fehér, spórái orsó alakúak, méretük 8‑10 × 3‑3,5 μm. Az 1950-es évek végén svéd tudósok antibiotikus hatású vegyületet mutattak ki a gombában; az újonnan felfedezett anyagot az akkor elfogadott nemzetségnév (Marasmius) után marazinnak nevezték el.

## Előfordulása
Tömegesen jelenik meg lombos erdőkben, a földre hullott ágakon, gallyakon, de igen gyakori összehordott rőzsehalmokon is, amelyeket nyirkosabb időben százával borít el. Csak ritkán található nagyobb, elpusztult fatörzseken. Magyarországon gyakori a hegy- és dombvidékeken, de megtalálták már a Hortobágyon is, Újszentmargita határában. Júniustól októberig terem.

## Hasonló fajok
A fántermő szegfűgombácskát sereges előfordulása és kalapjához mérten rövidebb tönkje jól megkülönbözteti a legtöbb rokon gombától. Néhány közeli rokonságban álló faj külsejében mégis hasonlíthat a M. ramealisra. Azonos nemzetség tagja a Magyarországon is előforduló hófehér szegfűgombácska (M. candidus), amely inkább tűlevelű erdőkben nő és csak ritkán jelennek meg rajta halvány barnás árnyalatok. A gyakori apró szegfűgomba (Marasmius epiphyllus) méretei hasonlóak ugyan, de ez a faj nem gallyakon, hanem lehullott leveleken vagy lágyszárú növények szármaradványain él. Lemezei még a fántermő szegfűgombácskáénál is ritkábban állnak, sokszor csak néhány érszerű redő jelzi a termőrétegtartó elhelyezkedését. Hasonló élőhelyen – mohos tuskókon, ágdarabokon – található a gyérlemezű kígyógombácska (Delicatula integrella); eres termőrétege mellett mindig egyöntetűen fehér színe is megkülönbözteti e gombát. Más gombáktól elkülöníthető kis termete, finoman szemcsés kalapfelszíne és fehéresen korpás-szálas tönkje miatt.

## Képek

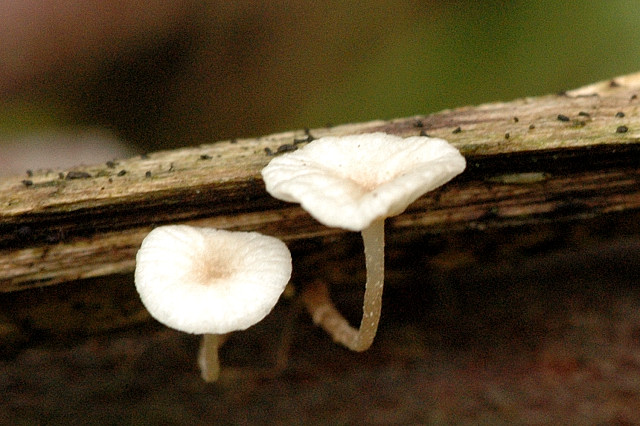
A gomba felülnézetben
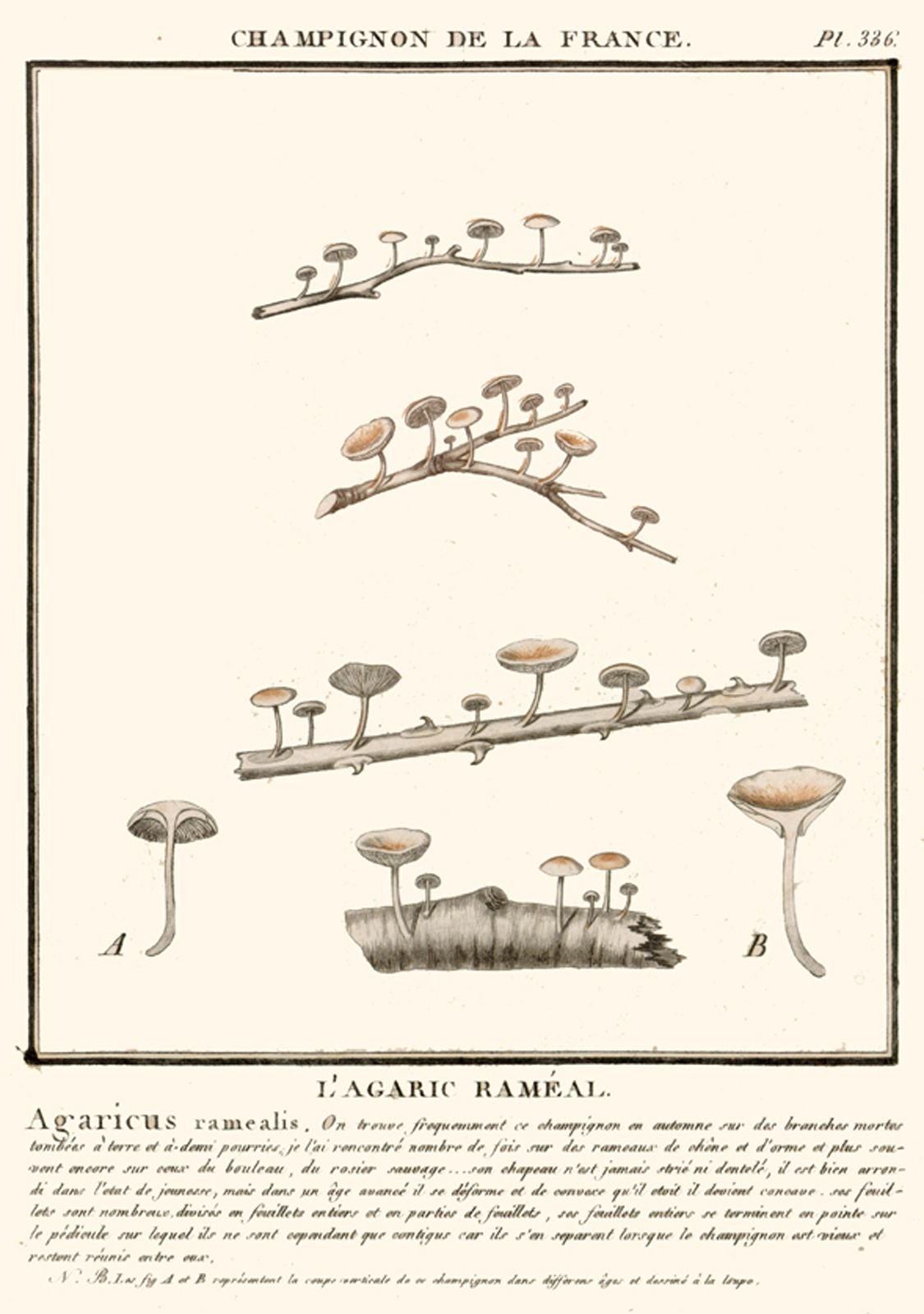
„l'Agaric raméal” 18. századi ábrázolás
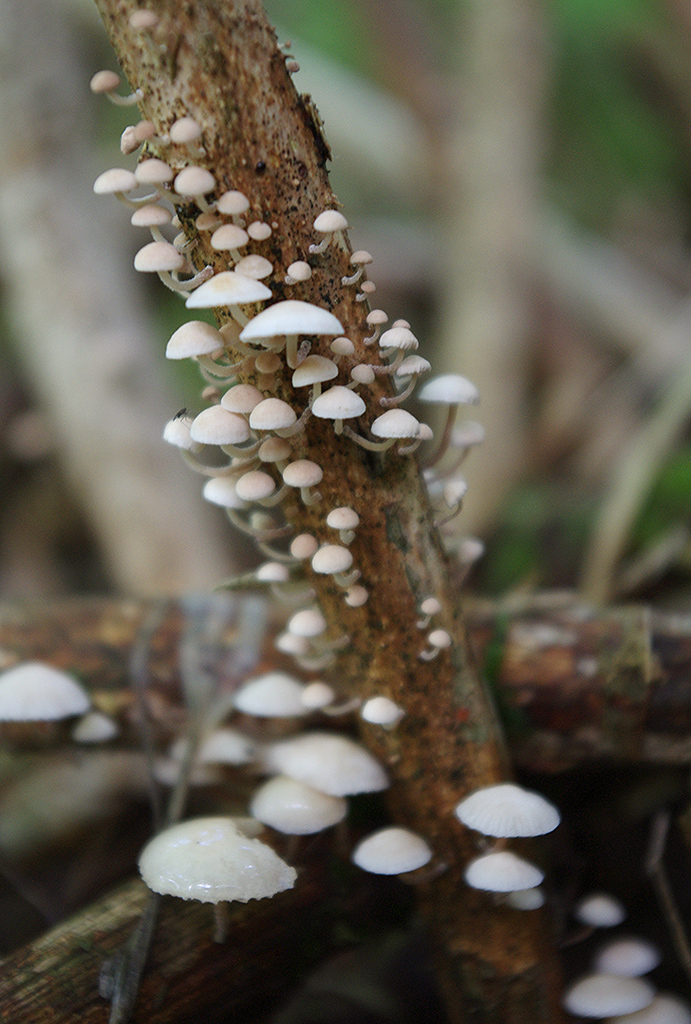
Előfordulása egy korhadt faágon